# Sorobasso
Sorobasso ou Surbasso é uma vila e comuna rural da circunscrição de Cutiala, na região de Sicasso ao sul do Mali. Segundo censo de 1998, havia 4 115 residentes, enquanto segundo o de 2009, havia 4 884. A comuna inclui 5 vilas.

## História
Em 1889, o fama Tiebá Traoré (r. 1866–1893) do Reino de Quenedugu envia sofás para atacá-la e trazer cativos.